# Branden i Vinterpalatset 1837

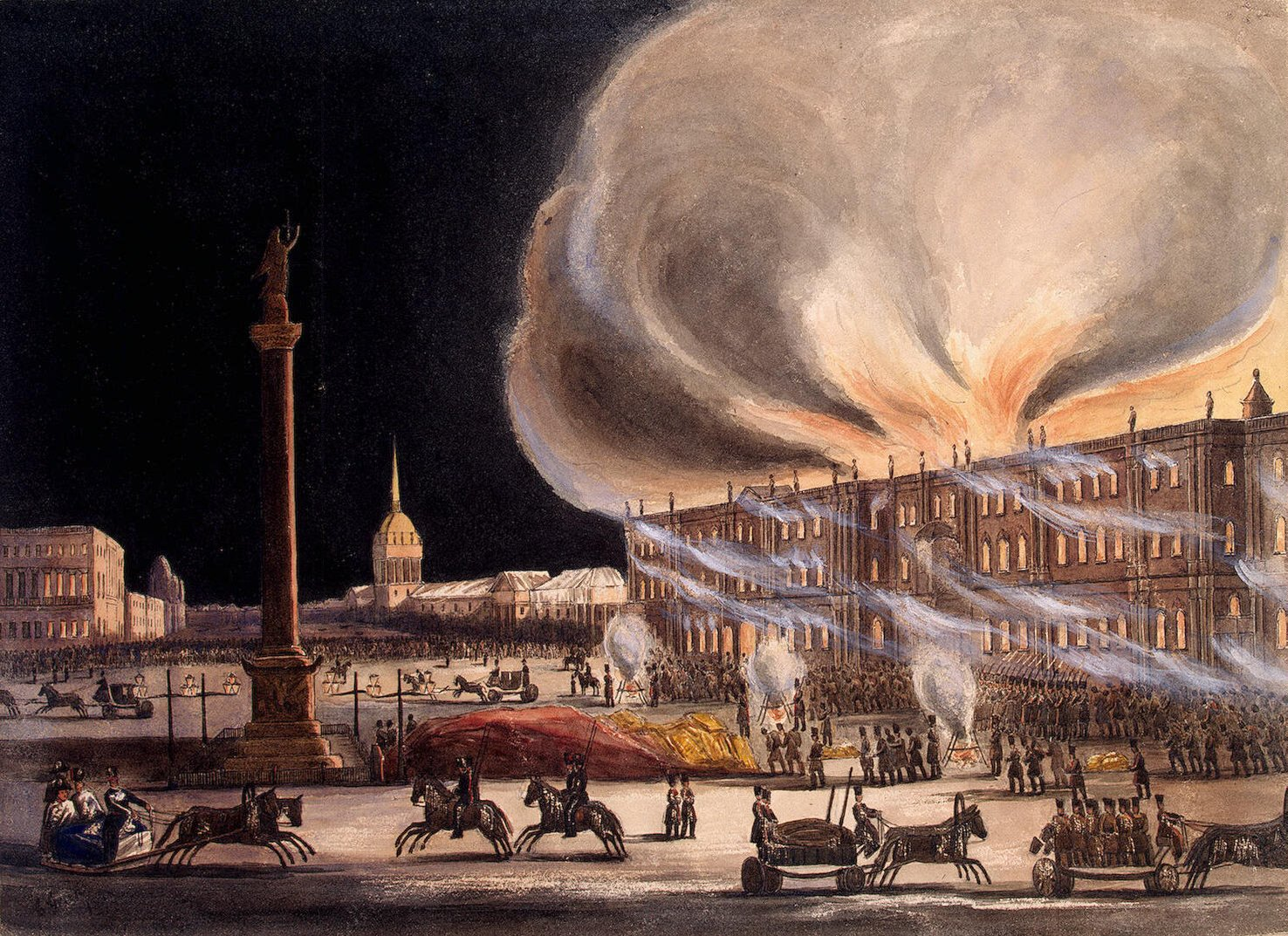
Målning av B. Green, 1838

Branden i Vinterpalatset 1837 i Sankt Petersburg, då officiellt resident för ryske tsaren, inträffade 17 december 1837. Branden orsakates av sot.
Branden varade i tre dagar 30 vakter omkom i lågorna.
Elden kom från en ej sotad skorsten., och snart fatade taket i Peter den stores hall eld.

### Fotnoter
1. 1 2 3  100 великих катастроф, М., Вече, 1999, p. 261 ISBN 5-7838-0454-1
2. ↑  100 великих катастроф, p. 262